# Фабрициус, Йоханнес

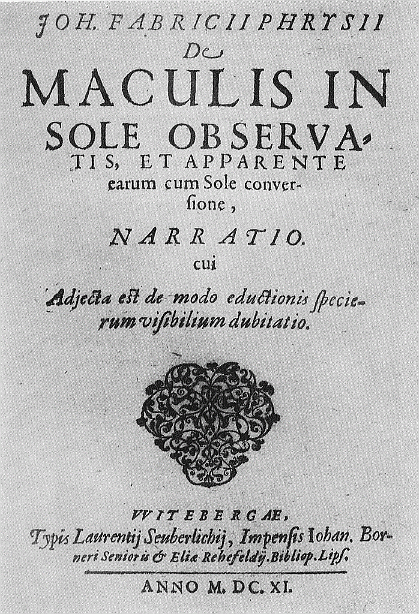
Тутульный лист работы Й. Фабрициуса

Йоханнес Фабрициус (нем. Johannes Fabricius, 8 января 1587, Рестерхаве, Восточная Фризия, Нижняя Саксония — около 1615, Дрезден, Верхняя Саксония) — саксонский астроном. Сын Давида Фабрициуса.
Одновременно и вполне независимо от Галилея и Шейнера) открыл солнечные пятна (1610/1611), их перемещение по диску солнца и вращение солнца. Первым из ученых-астрономов опубликовал сообщение об открытии солнечных пятен. Его наблюдения изложены в сочинении «De Maculis in Sole observatis, et apparente earum cum Sole conversione, Narratio etc.» («Описание наблюдаемых на Солнце пятен, передвигающихся вместе с Солнцем», 1611).